# 러시아 의용군단
러시아 의용군단(러시아어: Русский добровольческий корпус, РДК Russkiy dobrovolcheskiy korpus, RDK[*])은 우크라이나에 본부를 둔 러시아 시민으로 구성된 극우 준군사 부대이다. 2022년 8월 러시아의 우크라이나 침공 당시 블라디미르 푸틴 정부 에 맞서 싸우기 위해 결성됐다. 이 단체는 주로 푸틴 대통령에 반대하는 마음으로 단결된 러시아 이민자들 로 구성된 것으로 알려졌다. 우크라이나 군 관계자에 따르면, 이 그룹은 우크라이나 군대의 일부가 아니다. 이 그룹의 이데올로기에 대한 평가는 극우 및 백인 민족주의자부터 네오나치까지 다양하다. 그 지도자는 2019년에 쉥겐 지역 에서 금지된 네오나치인 데니스 카푸스틴 인 것으로 알려졌다.
이 단체는 2023년 3월 러시아 브랸스크 지역에 대한 급습이 자신들의 소행이라고 주장했다. 2023년 5월부터 러시아의 자유 군단과 함께 러시아 벨고로드주에 대한 대규모 국경 공습을 시작했다.

## 같이 보기
- 러시아의 자유 군단
- 아조프 연대
- 러시아 제국운동